# Lambrusco Maestri
Lambrusco Maestri ist eine Rotweinsorte, die eine von über 60 Varietäten aus der Familie der Lambrusco ist. Sie wird für perlenden Rot- und Roséwein (Frizzante oder Perlwein) in der italienischen Region Emilia-Romagna verwendet. Daneben ist sie aber auch im Süden Italiens sowie in Argentinien bekannt. Den Namen Maestri hat die Sorte von der Villa Maestri in der Teilgemeinde (Frazione) San Pancrazio, Gemeinde von Parma.
Die Sorte ist in der Metropolitanstadt Bari und den Provinzen Brindisi, Cremona, Foggia, Ferrara, Lecce, Mantua, Modena, Parma, Reggio nell’Emilia und Tarent zugelassen. Die bestockte Fläche betrug 2016 weltweit ca. 5.657 Hektar, in Italien 5.610 ha.
Siehe auch die Artikel Weinbau in Italien und Weinbau in Argentinien oder die Liste von Rebsorten.

## Synonyme
Aglianico, Grappello Maestri, Grappelo Maestri, Groppello Maestri, Lambrusco di Spagna

## Ampelographische Sortenmerkmale
In der Ampelographie wird der Habitus folgendermaßen beschrieben:
- Die Triebspitze ist offen. Sie ist starkwollig weißlich behaart und mit einem karminroten Anflug versehen. Die Jungblätter sind spinnwebig behaart.
- Die mittelgroßen Blätter (siehe auch den Artikel Blattform) sind dreilappig oder ungelappt und kaum gebuchtet. Die Stielbucht ist V-förmig offen. Das Blatt ist stumpf gezahnt. Die Zähne sind im Vergleich der Rebsorten mittelgroß. Die Blattoberfläche (auch Spreite genannt) ist kaum blasig. Im Herbst färbt sich das Laub gelb-rötlich.
- Die meist konus- bis walzenförmige Traube ist meist geschultert, mittelgroß und dichtbeerig bis kompakt. Die rundlichen Beeren sind klein und von bläulich-schwarzer Farbe. Die Schale der Beere ist ausgesprochen stark und fest.

Lambrusco Maestri reift 40 Tage nach dem Gutedel und ist damit ausgesprochen spät reifend. In der Emilia-Romagna wird das Lesegut bis Mitte Oktober eingeholt. Die wüchsige Sorte liefert gleichmäßig hohe Erträge, da die Sorte sehr krankheitsresistent ist.